# ローマ法王の休日
『ローマ法王の休日』（ローマほうおうのきゅうじつ、Habemus Papam）は、2011年のイタリア・フランスのコメディドラマ映画。監督はナンニ・モレッティ、出演はミシェル・ピコリとナンニ・モレッティなど。

原題の「Habemus Papam」はラテン語で新しいローマ法王が決まったことを意味する（英語に直訳した「We Have a Pope」が本作の英題ともなっている）。
日本では2012年4月28日にイタリア映画祭2012で上映された後、同年7月21日に一般公開された。

## ストーリー
ローマ法王の逝去に伴い、次期法王を決める法王選挙（コンクラーヴェ）が行なわれる。世界中のカトリック教徒が固唾を飲んで見守る中、誰も予想していなかった無名の枢機卿メルヴィルが新法王に選ばれる。しかし、ベランダでの就任の演説を前にして、メルヴィルは重圧に耐え切れずに部屋に戻る。精神科医にも診せるが、離婚した元妻の精神科医と会わせた後、ローマの街に逃げ出してしまう。この事態にヴァチカン事務局は、法王が行方不明になった事実を隠し、部屋に籠っているように衛兵を使って見せかけ、その間にその行方を追う。一方、メルヴィルは市井の人々と接する中で信仰心や法王という存在について見つめ直すこととなる。ニュースではさまざまな噂が飛び交う。
実はメルヴィルには役者志望だったが才能がなく演劇学校への入学を果たせなかった過去があった。妹は役者になったのだともいう。そんなメルヴィルが知り合った役者たちの芝居「かもめ」を観劇をしていると、そこにヴァチカン報道官の計画に賛同した枢機卿らが大挙して現れ、メルヴィルはヴァチカンに戻らざるを得なくなる。
新法王として初めて信者たちの前に姿を現したメルヴィルは、「自分は導く者ではなく、導かれる者である」との言葉と謝罪の言葉を残し、信者らの前から姿を消す。後には落胆する信者たちと枢機卿らの姿が残された。

## キャスト
※括弧内は日本語吹替
- ローマ法王（メルヴィル）: ミシェル・ピコリ（佐々木敏）
- ヴァチカン報道官: イェジー・シュトゥル（楠見尚己）
- グレゴリー枢機卿: レナート・スカルパ（イタリア語版）（真田五郎）
- 精神科医の男: ナンニ・モレッティ（石井隆夫）
- 精神科医の女: マルゲリータ・ブイ（古川玲）

## 作品の評価
Rotten Tomatoesによれば、81件の評論のうち高評価は65%にあたる53件で、平均点は10点満点中6.00点となっている。
Metacriticによれば、25件の評論のうち、高評価は16件、賛否混在は9件、低評価はなく、平均点は100点満点中64点となっている。